# Christian Georg Schütz
Pour les articles homonymes, voir Schutz.
Christian Georg Schütz, ou Schüz, dit l'Ancien (Der Ältere), né à Flörsheim am Main le 24 septembre 1718 et mort à Francfort le 3 décembre 1791, est un peintre et dessinateur allemand, spécialisé dans la peinture de paysage.

## Biographie

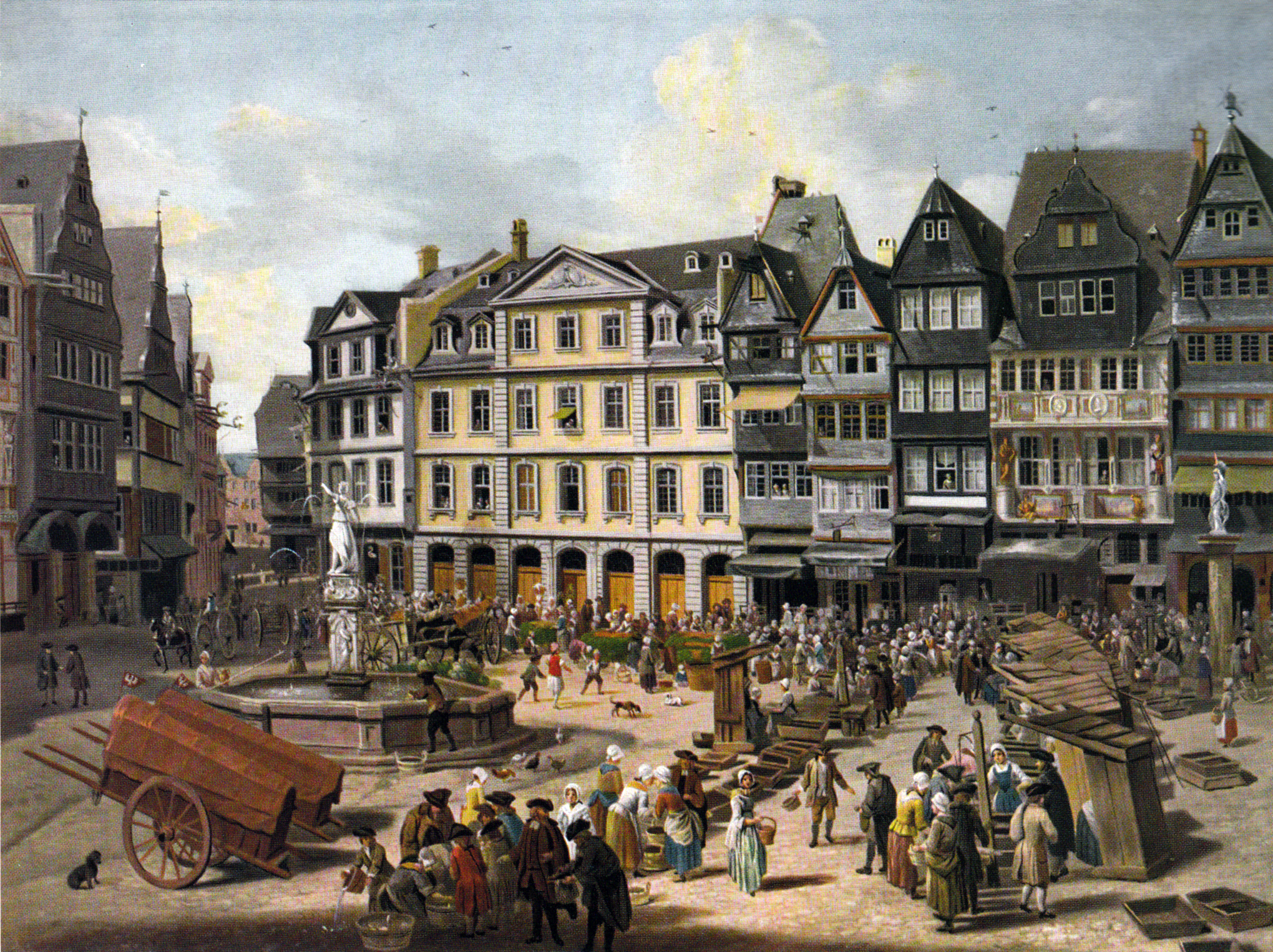
Côté nord de la place Roemberg à Francfort, 1754, Musée Städel, Francfort

Quatrième des cinq enfants de Johannes Schütz, viticulteur à Flörsheim am Main, et de Dorothea Breckhammer, Christian Georg commence à l'âge de 13 ans en 1731 un apprentissage de quatre ans à Francfort auprès de Hugo Schlegel, peintre spécialisé dans la décoration des façades de bâtiments. Il voyage ensuite , et travaille pour les cours princières de Hohenzollern-Hechingen et de 
Nassau-Saarbrücken, où il poursuit ses études auprès du peintre de cour Joseph Ignaz Appiani.
En 1743, il s'installe à Francfort et épouse le 8 janvier 1744 Anna Maria Hochecker, fille du sculpteur Servatius. Par ce mariage, Schütz est devenu citoyen de Francfort, mais, en tant que catholique, n'obtient pas les pleins droits civils dans cette ville impériale de religion luthérienne (il n'obtient la pleine citoyenneté que le 28 décembre 1779 par grâce spéciale (« ex speciali gratia ») du Conseil municipal ; il peint en remerciement un Paysage avec des bergers, conservé au Musée historique de Francfort).
Deux enfants naissent de ce mariage, Franz (1751–1781), peintre à Francfort et à Genève, et Johann Georg le jeune (1755–1813), peintre à Francfort et à Rome, lié à Johann Heinrich Wilhelm Tischbein et à Goethe. Veuf, Schütz se remarie en 1759 avec Maria Barbara Josepha Kittner, dont il aura deux enfants, tous deux peintres également, Heinrich Joseph Schütz (1760–1822), actif à Francfort et à Londres, et Philippine (1767–1797), active à Francfort.

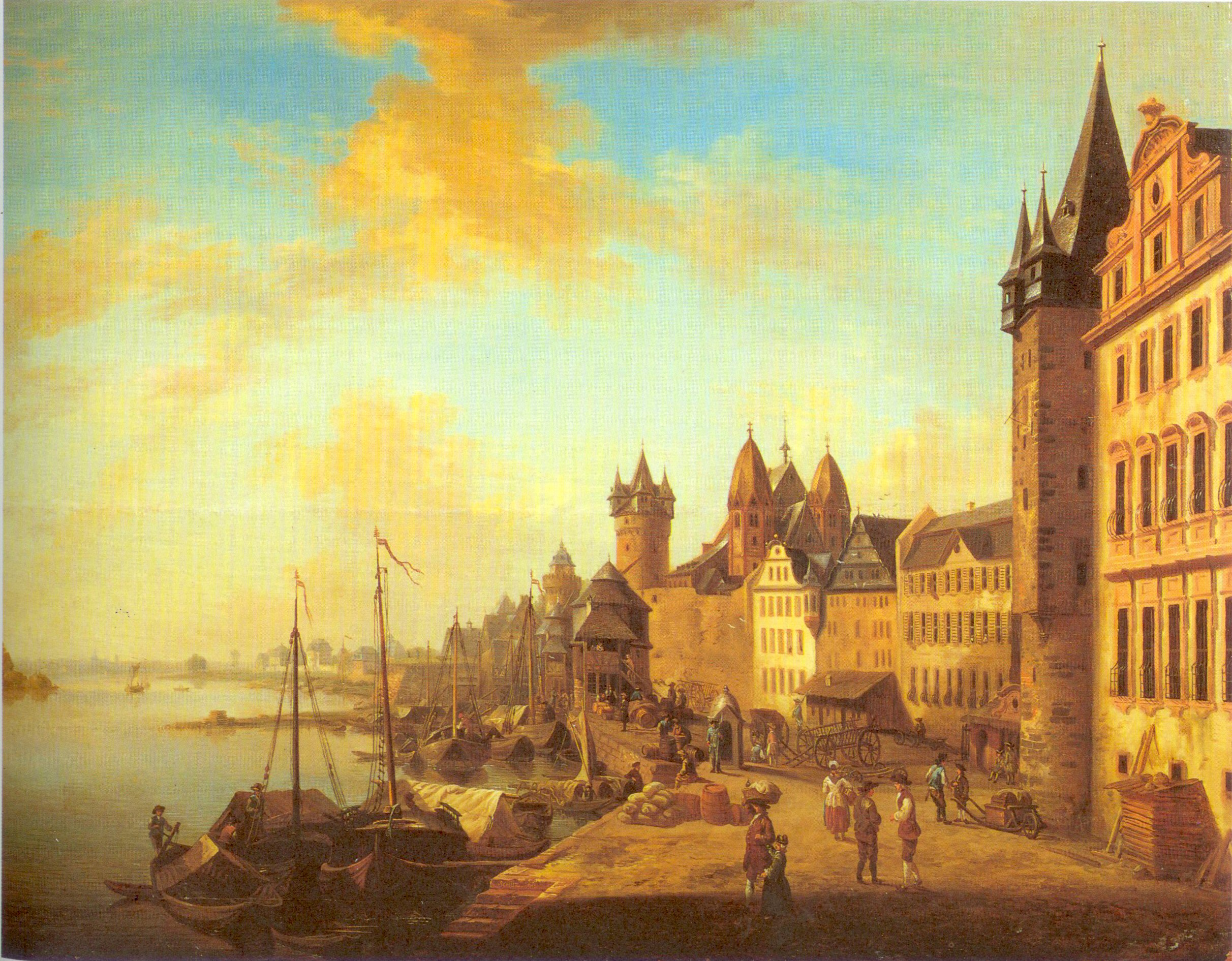
Le marché au vin à Francfort, vers 1760, Musée historique, Francfort

Il effectue des voyages d'étude sur le Rhin ; en 1762, il se rend en Suisse avec les peintres Jakob Emanuel Handmann et Johann Ludwig Aberli. Il organise un atelier à Francfort, où les membres de sa famille travaillent aux côtés d'apprentis et d'assistants. En 1763, Schütz devient directeur adjoint, puis en 1764 directeur de la guilde des peintres de Francfort. En 1767, il reçoit l'autorisation de créer une Académie des Beaux-Arts.
Schütz travaille pour différents mécènes ; le premier sera le baron Heinrich Jacob von Haeckel, qui lui achète 40 tableaux pour sa collection. Schütz travaille également pour Guillaume VIII de Hesse-Cassel pour qui il réalise 15 tableaux et pour l'archevêque Jean-Frédéric-Charles d'Ostein pour qui il peint 80 tableaux.
Il meurt à Francfort en 1791 ; son fils Johann Georg continue l'atelier.

## Œuvre
Tout d'abord peintre de façades et de décor, Schütz se spécialise rapidement dans la peinture de paysage (en particulier des paysages avec des fleuves) et dans les vedute à l'huile, notamment les vues de la ville de Francfort. Il peint également des paysages imaginaires avec ruines, comme les deux huiles sur cuivre conservées au Musée Saint-Germain à Auxerre, dont l'une est datée de 1777,.

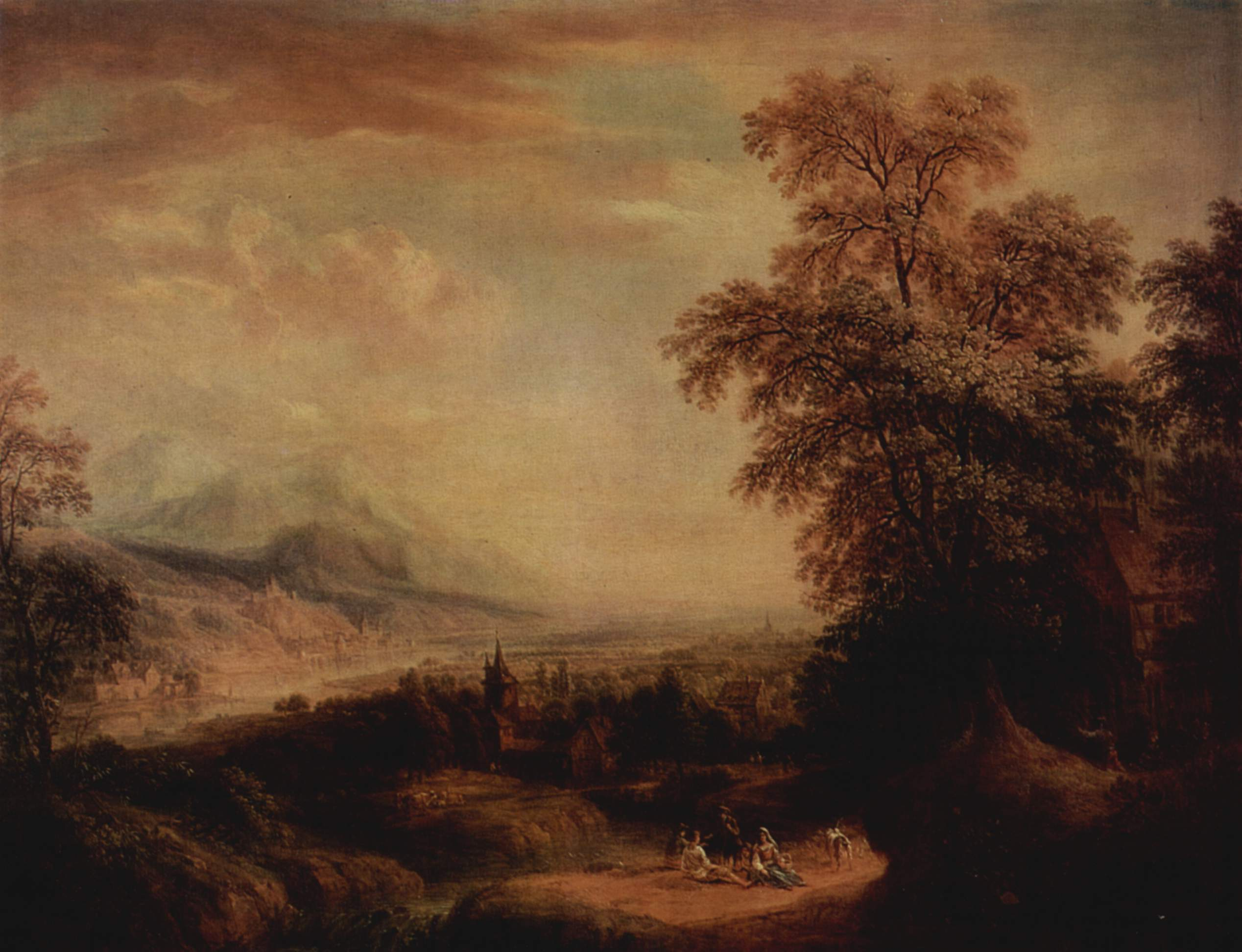
Paysage de montagne, Musée de l'Ermitage, Saint-Pétersbourg.
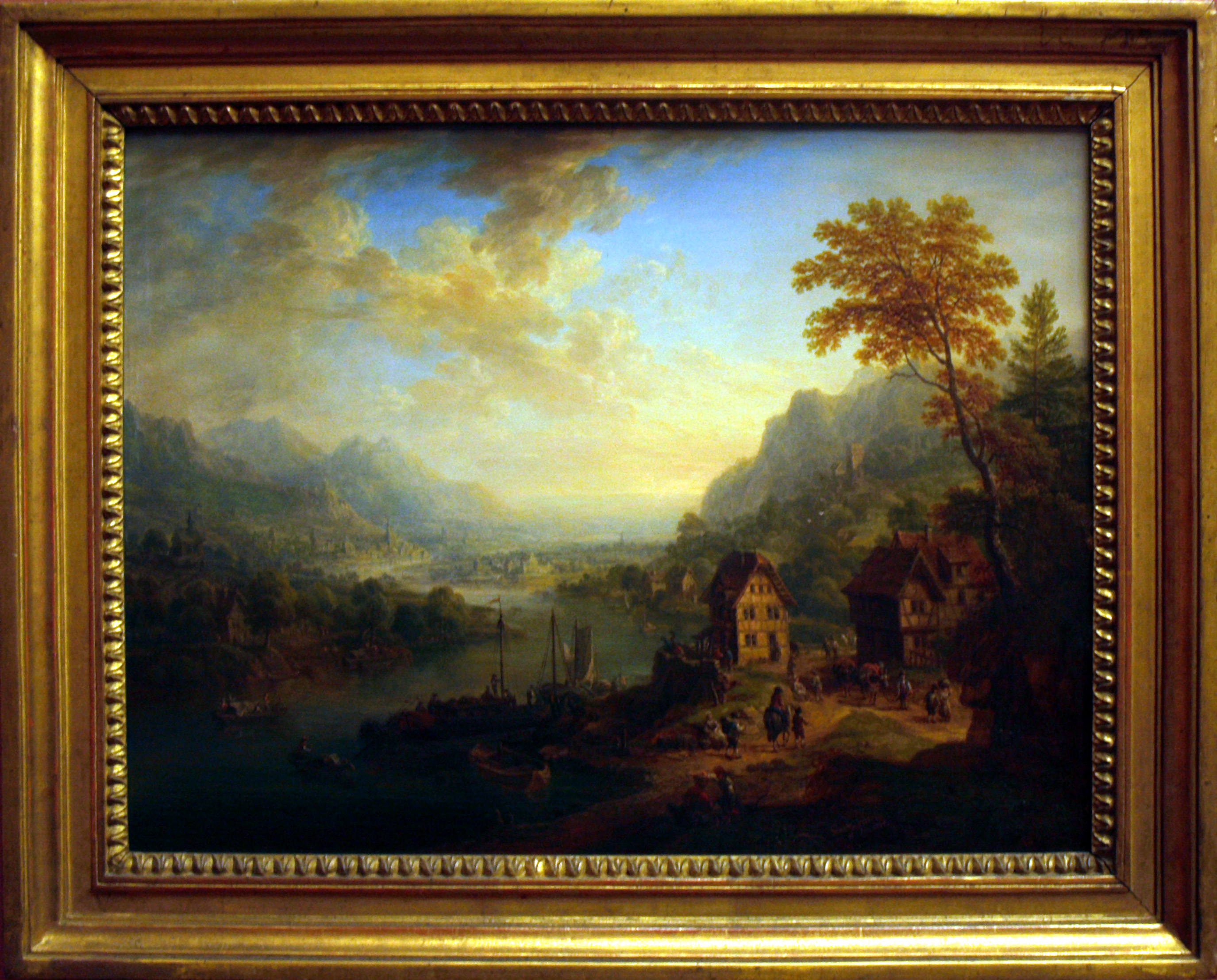
Paysage avec fleuve, 1765, Musée Städel, Francfort.
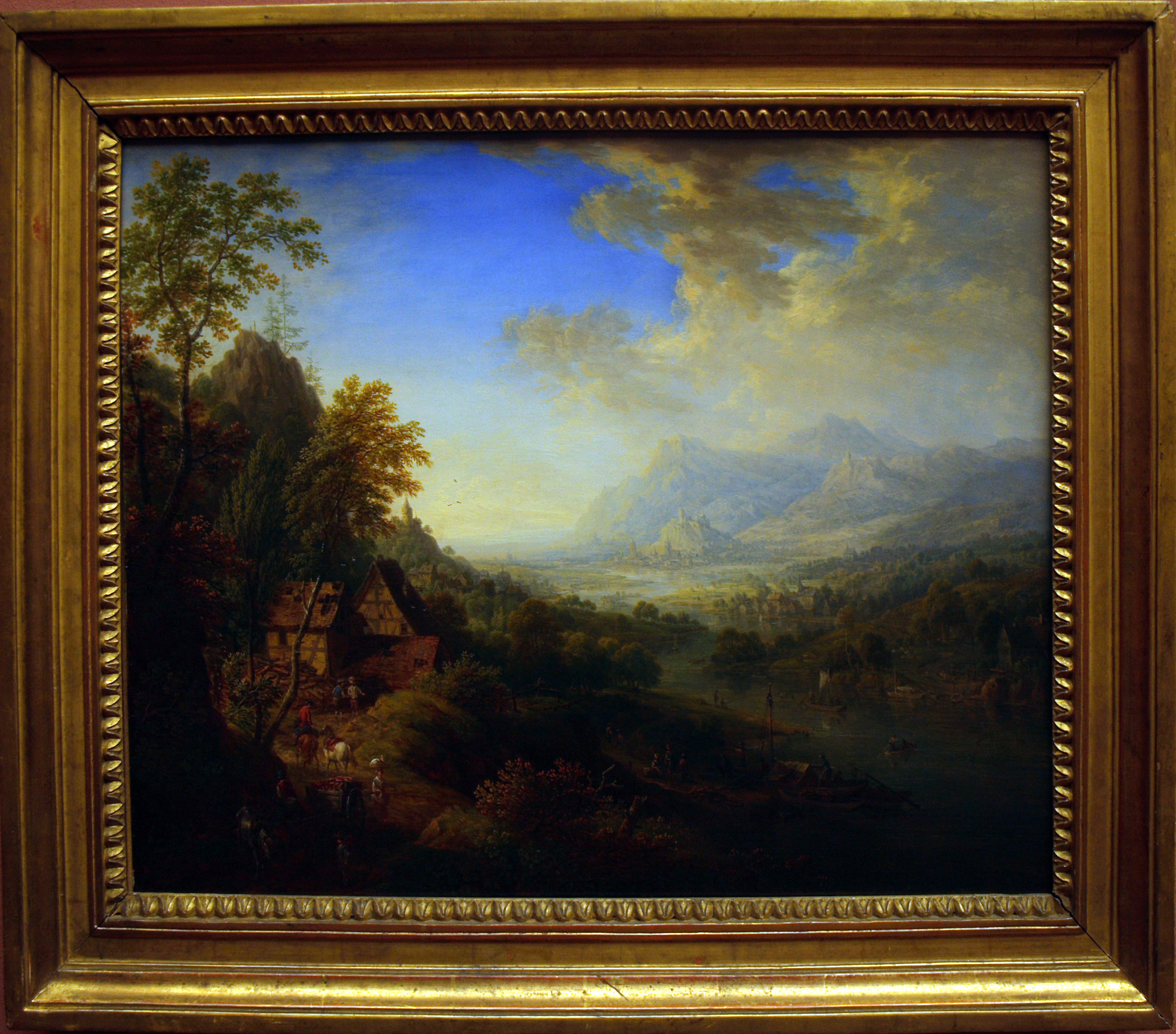
Paysage de montagne, 1765, Musée Städel, Francfort.
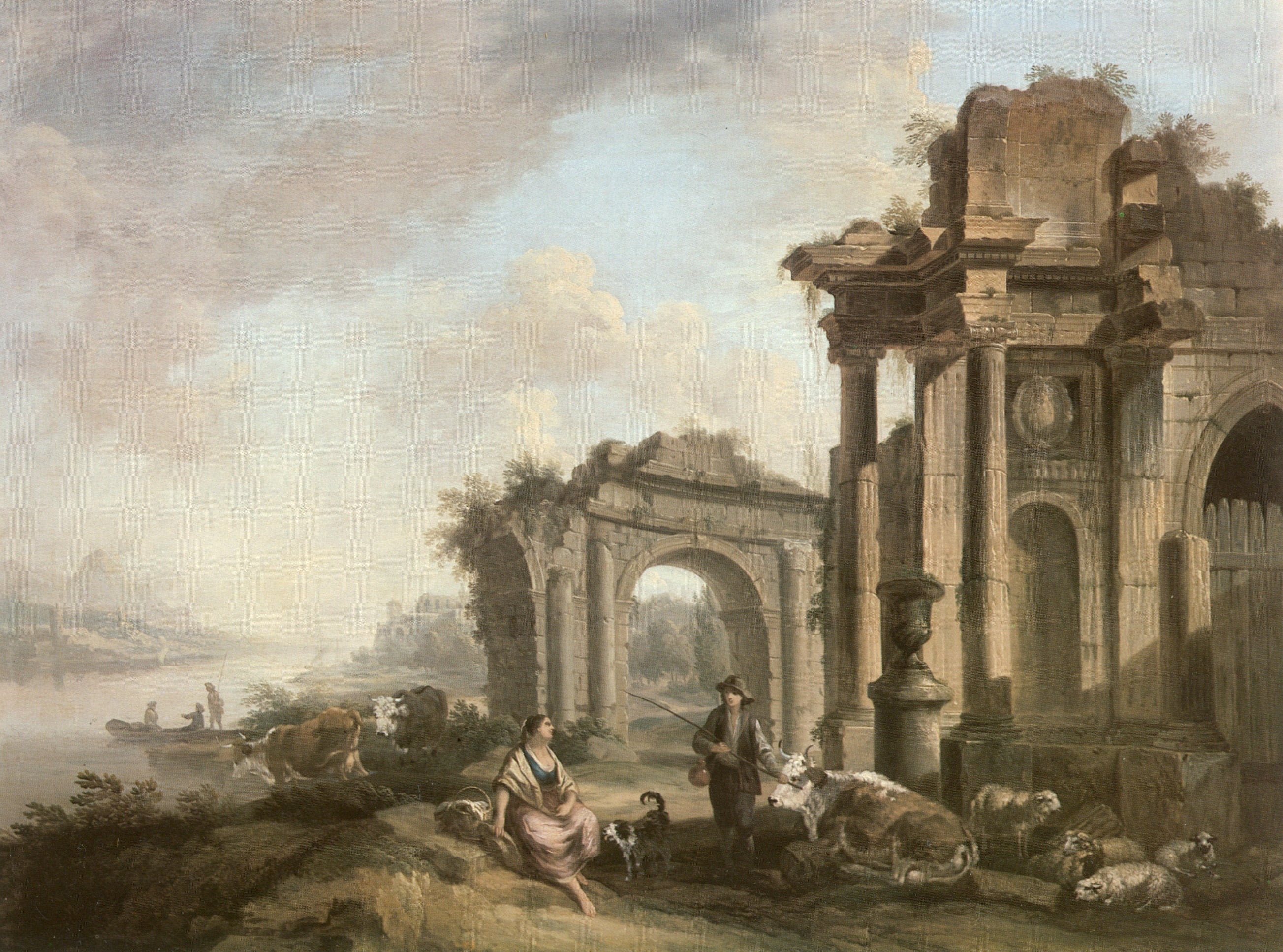
Paysage avec ruines antiques et bergers, vers 1755
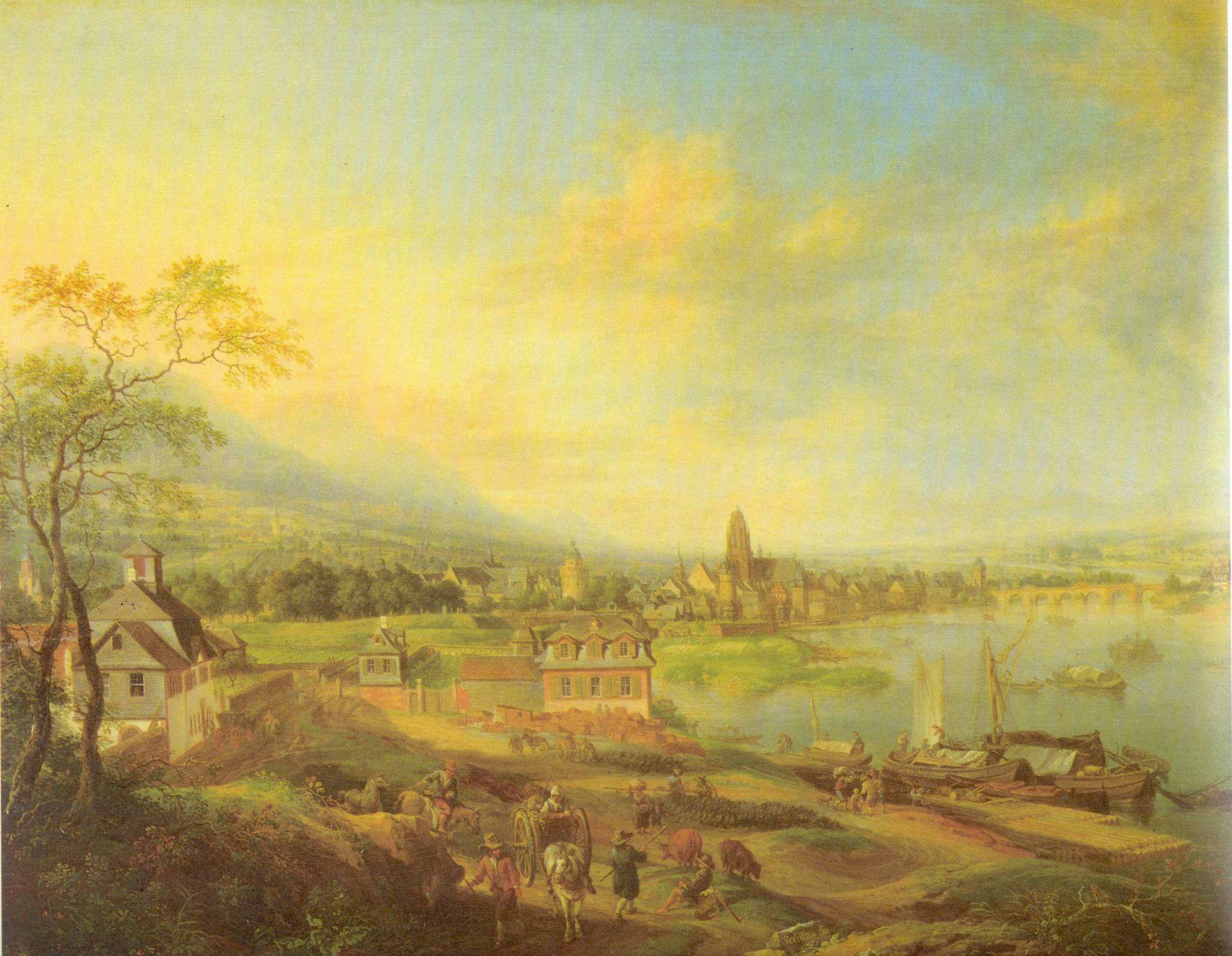
Vue de Francfort depuis l'ouest, vers 1790, Musée historique, Francfort.
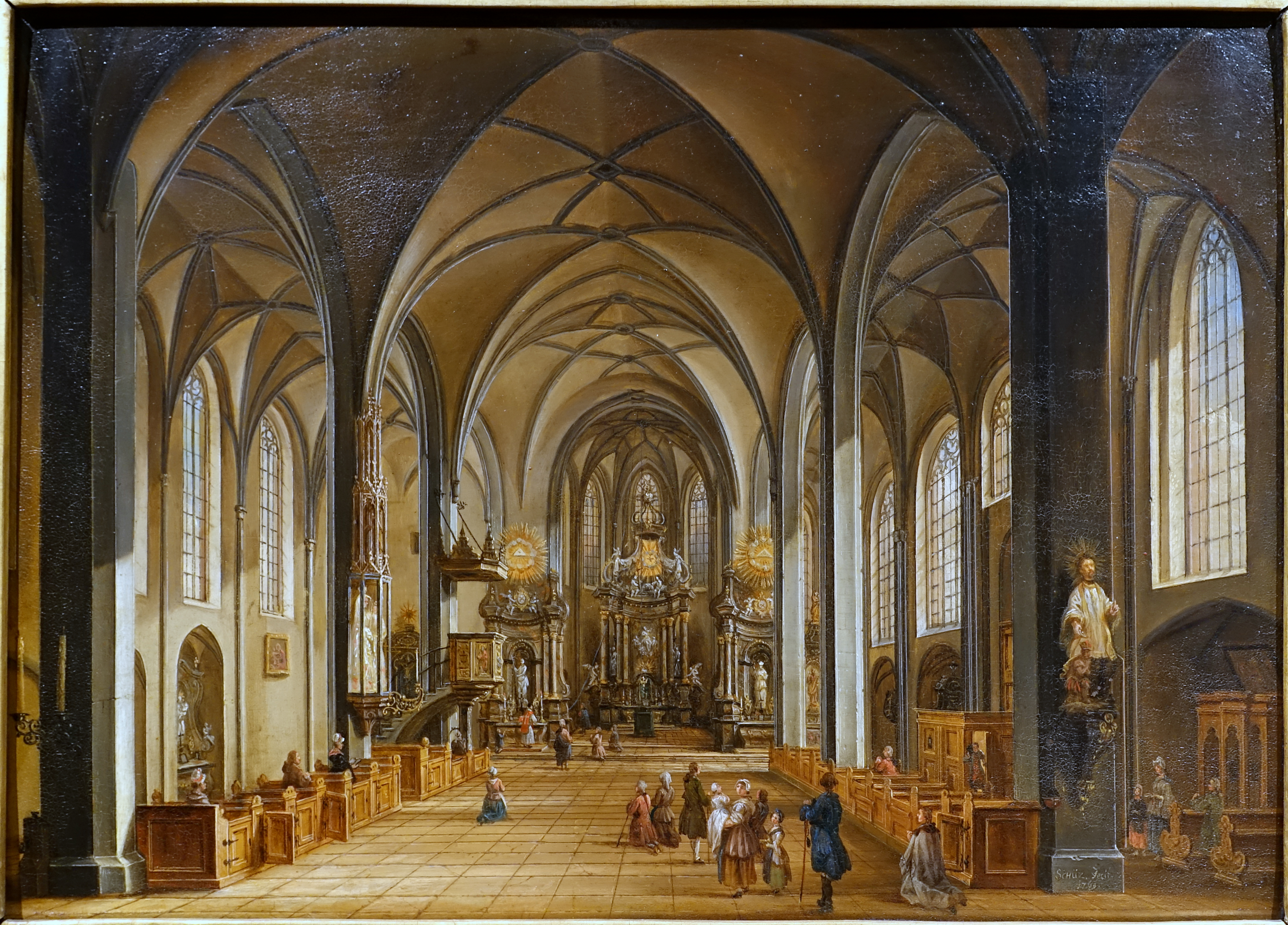
Intérieur de la Liebfrauenkirche à Francfort, 1769, Musée régional de la Hesse, Darmstadt.
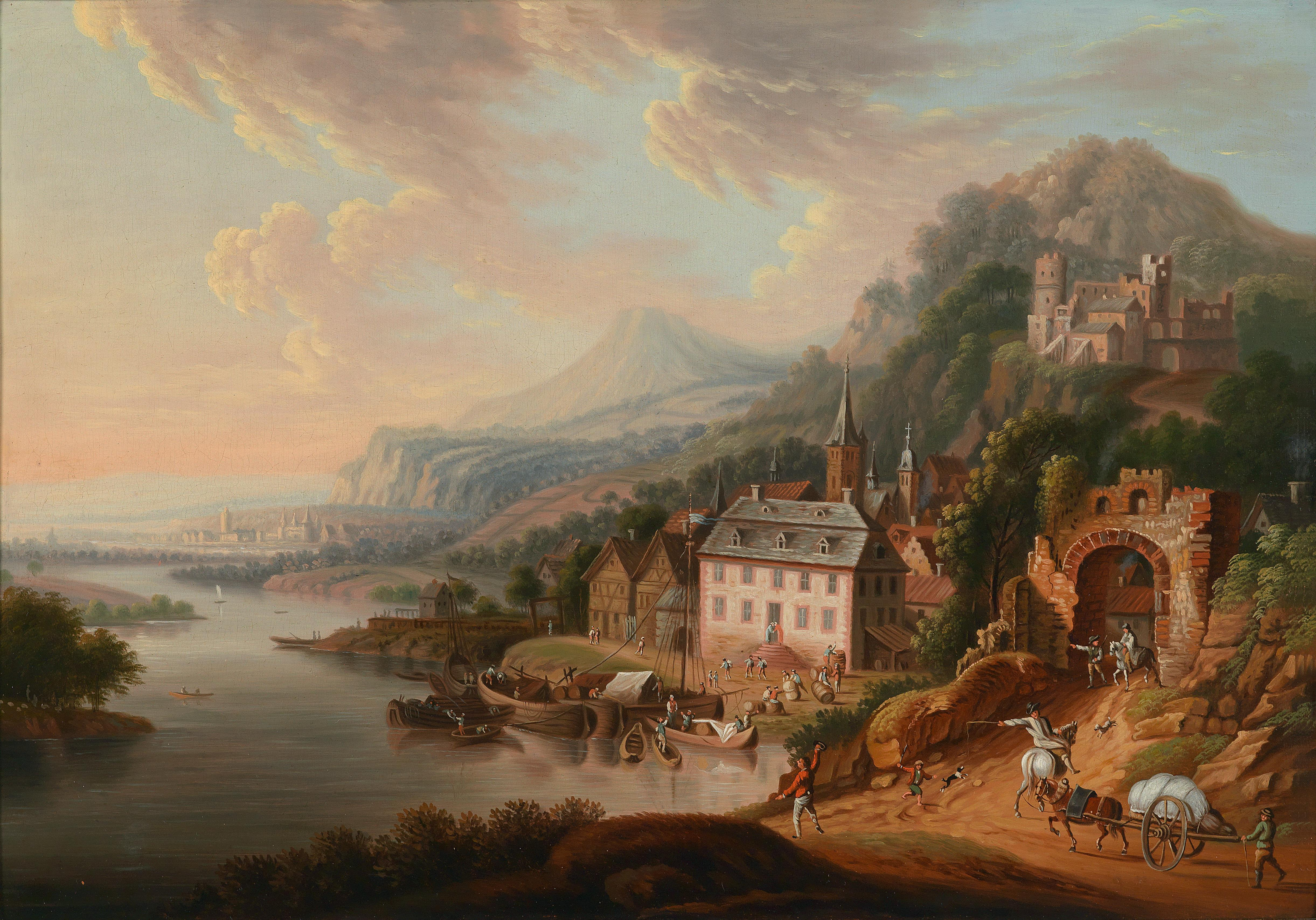
Paysage rhénan.